# Laelia eremaea
Laelia eremaea är en fjärilsart som beskrevs av Edward Meyrick 1891. Laelia eremaea ingår i släktet Laelia och familjen tofsspinnare. Inga underarter finns listade i Catalogue of Life.